# 三角座ι
三角座6，又名BD+29 371，HD 13480、SAO 55347、HR 642，是三角座的一颗恒星，视星等为4.94，位于銀經142.98，銀緯-29.4，其B1900.0坐标为赤經2h 6m 34s，赤緯+29° -29.4′ 4″。